# Muracypraea mus
Espèce
Synonymes
- Cypraea mus Linnaeus,  1758

Muracypraea mus est une espèce de mollusques gastéropodes de la famille des Cypraeidae, et du genre Muracypraea.

## Répartition

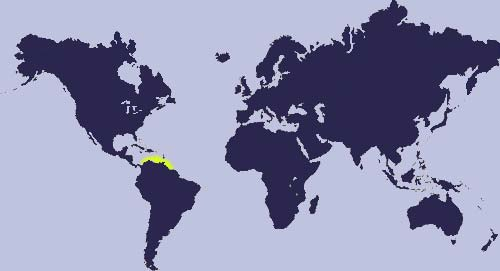

- Répartition : côtes nord de la Colombie et du Venezuela.